# For You (chanson de Liam Payne)
Pour les articles homonymes, voir For You.
Singles par Liam Payne
Bedroom Floor
(2017) Familiar
(2018)
Singles par Rita Ora
Anywhere
(2017) Girls
(2018)
For You est une chanson du chanteur anglais Liam Payne en duo avec la chanteuse anglaise Rita Ora pour le film Cinquante nuances plus claires, sortie le 5 janvier 2018 sous le label Republic Records.

## Promotion
Le 20 décembre 2017, les deux artistes publient une photo d'eux-même sur les réseaux sociaux avec le hashtag #FiftyShadesFreed, dévoilant qu'ils collaborent ensemble pour le film,. Le lendemain, une petite vidéo est publiée par les deux artistes avec un extrait de la musique. Le 3 janvier 2018, un second extrait est publié et révèle la date de sortie de la chanson. 

## Réception
Lauren O'Neill de Vice Media trouve que c'est « une belle chanson avec un refrain sympatique », il déteste l'apparition de Liam Payne dans le titre et écrit que « la chanson serait mieux si Rita Ora, dont la voix est jolie, chantait seule ». Patrick Hosken de MTV News écrit que « le début de la chanson me rappelle My Heart Will Go On de Céline Dion ». Sam Damshenas de Gay Times considère la chanson comme « un duo de synthpop sensuel qui est entraînant ». 

## Performances
Le 31 janvier 2018, Rita Ora et Liam Payne chantent pour la première fois la chanson dans l'émission The Tonight Show Starring Jimmy Fallon. Ils ont également chanté dans l'émission The Today Show ainsi que dans l'émission C à vous en février,. Ils performent lors de la cérémonie des Brit Awards 2018 ainsi que lors de la cérémonie Echo Music Prize,. 

## Clip
Le clip est dévoilé le 26 janvier 2018 sur la chaîne Vevo du film et est réalisé par Hannah Lux Davis. Le tournage a lieu dans le Château d'Oheka aux États-Unis. Le clip montre Rita Ora dans une robe rouge, marchant et courant dans le jardin du château tandis que Liam Payne est en costume et est à l'intérieur du château. Ils finissent par se réunir au niveau des escaliers du château. 

## Certification
|             | Certification | Ventes    |
| ----------- | ------------- | --------- |
| Allemagne   | Or            | 200 000   |
| Australie   | Platine       | 70 000    |
| Autriche    | Or            | 15 000    |
| Belgique    | Or            | 15 000    |
| Brésil      | Platine       | 40 000    |
| Canada      | Or            | 40 000    |
| Danemark    | Or            | 45 000    |
| France      | Or            | 75 000    |
| Italie      | Platine       | 50 000    |
| Pologne     | 2 × Platine   | 40 000    |
| Portugal    | Or            | 5 000     |
| Royaume-Uni | Platine       | 400 000   |
| Suède       | Or            | 4 000 000 |